# Марко Милянов
Марко Милянов Попович (Дреколович – фамилно) е черногорски книжовник и войвода от племето кучи.
Войводата още от млад е буен хайдутин и участва за около 40 години във всички битки на черногорците с турците. Най-голямата си победа над турците постига на 2 август 1876 г. край Фундине.
По-късно Милянов влиза в конфликт с черногорския крал Никола I, тъй като се противопоставя на политиката за ограничаване правомощията на черногорските войводи.
На стари години Марко Милянов придобива писмена култура и оставя след себе си писмена диря. Събира юнашки народни песни, описва традиционния живот и фолклора на черногорските племена кучи и братоножичи, както и на някои от северните албански племена.
Част от последните години на своя живот прекарва в Сърбия и Войводина. Почива в Херцег Нови и е погребан в родното си място Медун.
- Гледки
- Останки от крепост на мястото на древния град Метеона
- Гробът на Марко Милянов до църквата на крепостта
- Музей на Марко Милянов близо до крепостта